# Corrent d'Austràlia Oriental

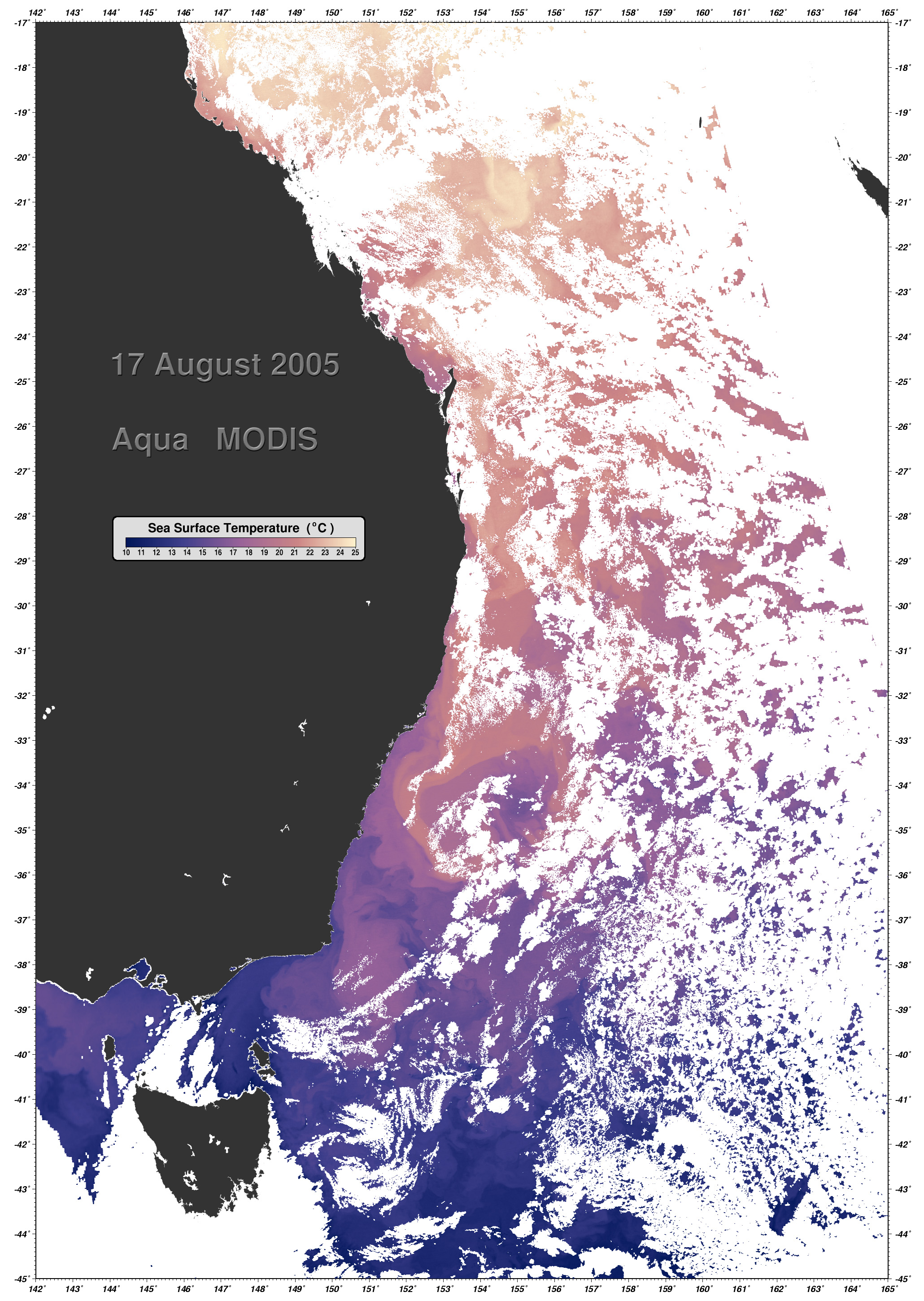
Perfil tèrmic del Corrent australià De l'est

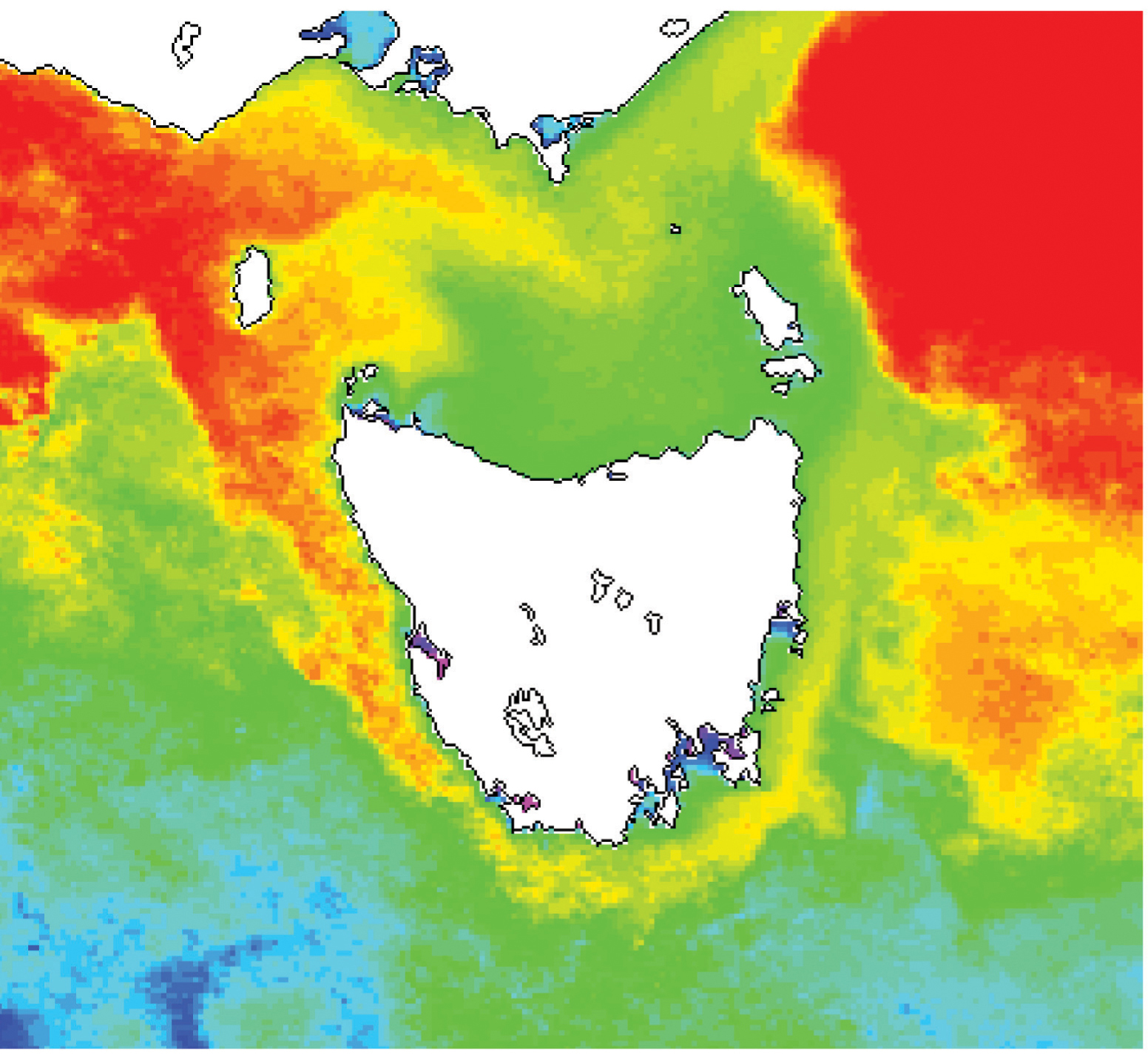
Els satèl·lits orbitants de la NOAA - CSIRO orbitant pel pol obtenen les dades de temperatura de la superfície del mar per anàlisi de la radiació generada. (Composicio de la Imatge de 15 dies que mostra l'extensió del corrent de Leeuwin al voltant de Tasmània i a la dreta, extensió del Corrent d'Austràlia Oriental)

El Corrent Australià de l'est o Corrent d'Austràlia Oriental (CAO) és el corrent de frontera sud-occidental que és format a partir del Corrent Equatorial Del sud (SEC, acrònim anglès) avançant cap al sud, travessant el Mar de Corall i assolint la costa oriental d'Austràlia. Al voltant de 15° S prop de la costa australiana el SEC es divideix per formar el flux cap al sud, anomenat CAO. El Corrent Australià Oriental és més gran proper a les ribes del continent australià. El CAO assoleix una velocitat màxima a 30° S on el seu flux pot assolir 90 cm/s. Mentre flueix cap al sud se separa de la costa al voltant dels 31° a 32° S. Quan assoleix 33° S comença per experimentar un meandre cap al sud mentre una altra porció de les aigües transportades torna cap al nord en una recirculació estanca. A aquesta ubicació el CAO assoleix el seu transport màxim de gairebé 35 Sv (35 bilions de litres per segon). La majoria del flux del CAO que no recircula mourà cap a l'est al Front de Tasmània just al nord travessant la Mar de Tasmània just al nord del cap de Nova Zelanda. El restant fluirà cap al sud com a extensió del CAO fins que assoleix el Corrent Circumpolar Antàrtic. El cabal del Front de Tasmània és calculat en 13 Sv. El moviment cap a l'est del CAO a través del Front de Tasmània i retrocedint a la costa de Nova Zelanda forma el Corrent d'Auckland Oriental. El CAO també actua transportant fauna marina tropical a hàbitats en regions subtropicals al llarg de la costa australiana del sud-est.

## Oceanografia física

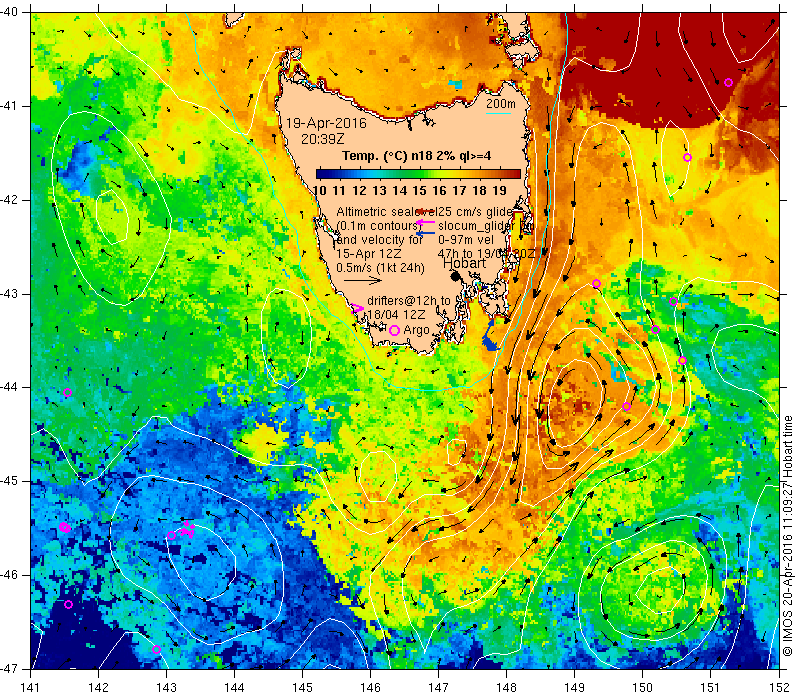
Flux en el Corrent Australià Oriental de l'equador cap al Pol Sud, en forma de remolins.

El CAO és un corrent de superfície conduït per vents sobre l'Oceà Pacífic del sud. Durant parts diferents de l'any aquests vents controlen com el corrent es comporta. El Corrent Australià Oriental comença en la vora occidental del Gir Oceànic del Pacífic Sud on aquest recull aigua calenta pobra en nutrients. Tal com el corrent recorre la costa oriental australiana transporta una gran quantitat d'aigua tèbia tropical des de l'equador cap al sud. Aquest procés forma part del que permet que la Gran Barrera de Corall prosperi, manté la costa est d'Austràlia al voltant de 18 ° C durant tot l'any en lloc de caure a 12 ° C a l'hivern.
El corrent és molt baix en nutrients, tanmateix, resulta important per l'ecosistema marí. El CAO treu calor dels tròpics i l'allibera a l'aigua i atmosfera de les latituds mitjanes. Aquest corrent efectua aquesta funció tot produint remolins de nucli tebi, els quals permeten la Mar de Tasmània tenir una gran biodiversitat. La llengua més meridional del CAO pot produir aquests Remolins per causa de corrents de vent. A mesura que les inestabilitats en el corrent es desenvolupen a causa del Front de Tasmània cap a l'oest, el meandre en el corrent s'esborra per formar remolins cap a l'oest a una velocitat d'una o dues vegades a l'any.
El CAO porta aigua pobra en nutrients, tanmateix causa surgència en llocs al llarg de la línia de costa. Els remolins produïts provoquen un augment de la barreja vertical dins del mar de Tasmània. El procés de produir, moure i destruir remolins fa que la capa de termoclines es barregi amb la capa superficial, portant alguns nutrients a la superfície. El CAO i els seus remolins freqüentment flueixen sobre la plataforma continental i a prop de la costa, que influeixen en els patrons de circulació i augmenten la barreja. Els remolins no són l'única forma en què el CAO porta nutrients a la superfície. Les característiques al llarg de la costa empenyen el corrent allunyant-lo de la costa i, si hi ha un fort vent del nord, impulsarà el corrent fins i tot més a lluny de la costa, permetent que l'aigua profunda s'aixequi, portant nutrients a la superfície i cap a la costa.
El CAO experimenta variacions durant les estacions de l'any. Tendeix a ser més fort a l'estiu (austral), amb una amplitud de fluxos d'al voltant 36.3 Sv. El flux més dèbil durant els mesos d'hivern que varien al voltant de 27.4 Sv. Durant els passats 50–60 anys el CAO ha canviat. El sud del Mar de Tasmània ha esdevingut més tebi i més salat de 1944 a 2002. Això ha resultat en l'enfortiment del corrent i llur extensió cap al sud. Aquest canvi en el flux del CAO fins a superar Tasmània és controlat per la circulació oceànica subtropical de l'Hemisferi Sud. Aquesta tendència es pensa que pot ser causada per canvis en patrons de vent a causa de la desaparició de l'ozó per damunt Austràlia. Hi ha un consens fort amb models de clima que aquesta tendència continuarà intensificant-se i accelerant-se durant els pròxims 100 anys. El corrent és pronosticat que augmentarà i accelerarà més d'un 20%, gràcies a l'augment dels vents de l'Oceà Pacífic Del sud.

## Corrent d'Austràlia Oriental en la cultura popular
En la pel·lícula animada de Disney/Pixar (2003) Buscant en Nemo, el CAO és retratat com a autopista d'alta velocitat que peixos i tortugues de mar usen per viatjar per la costa de l'est d'Austràlia. Els personatges Marlin i Dory s'uneixen a un grup de tortugues de mar en l'ús del CAO per ajudar-los en el viatge al Port de Sydney. La premissa bàsica d'aquest argument és correcta. Cada estiu, milers de peixos són escombrats de la Gran Barrera d'Esculls fins al Port de Sydney i més enllà cap al sud, tanmateix, el Corrent no és tan ràpid com el descrit en la pel·lícula.